# Barbus moulouyensis
Barbus moulouyensis es una especie de peces de la familia Cyprinidae, orden Cypriniformes. Son peces dulceacuícolas endémicos de la cuenca del río Moulouya, en la vertiente mediterránea de Marruecos.
Como otras especies de barbos marroquíes, su situación taxonómica es discutida, pudiendo formar parte del género Luciobarbus.